# Đài quan sát Vesuvius

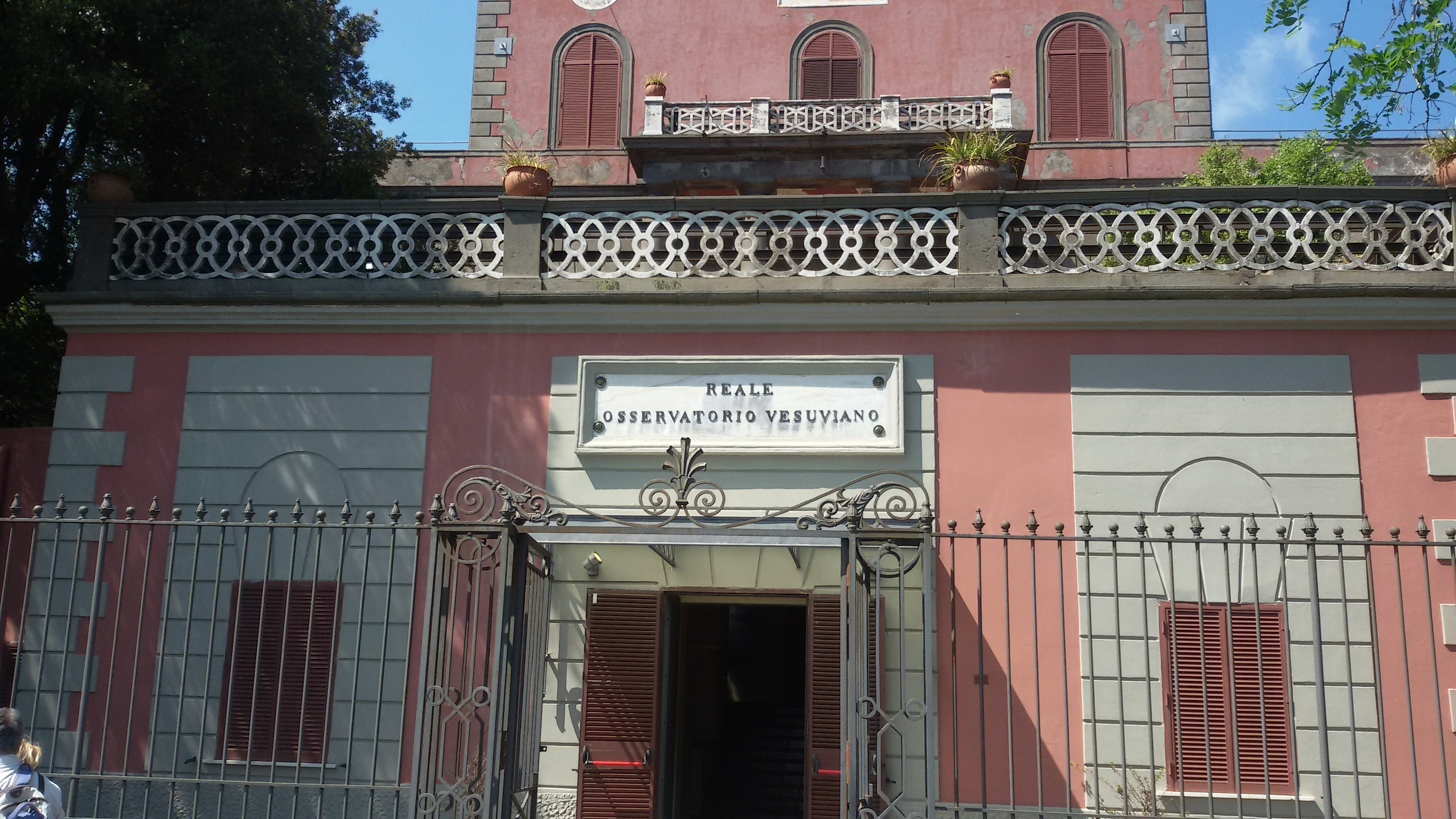
Tòa nhà năm 1841

Đài quan sát Vesuvius (tiếng Ý: Osservatorio Vesuviano) là đài quan sát núi lửa theo dõi ba ngọn núi lửa đe dọa khu vực Campania của Ý: núi Vesuvius, Campi Flegrei và Ischia.
Đài được thành lập năm 1841, đặt trên sườn núi Vesuvius, theo lệnh của Ferdinando II di Borbone, vua của "Due Sicile" (tiếng Ý: Ferdinando II delle Due Sicilie).
Đây là đài quan sát núi lửa lâu đời nhất trên thế giới. Trung tâm tác nghiệp hiện nay có trụ sở tại Naples.